# گروه تیون
گروه تیون (انگلیسی: Tune Group) شرکت خوشه‌ای مالزیایی است، که در سال ۲۰۰۱ توسط تونی فرناندز تأسیس شد.